# Ikai
Die Prägung ikai (japanisch 異界; deutsch „Andere Welt“, auch „Anderswelt“ oder „jene Welt“) (ano yo) im Sinne eines japanischen Jenseits oder eines Reichs von landeseigenen Geistern (yûrei) und Spukgestalten (yôkai), bezeichnet etwa seit den 1980er Jahren ein kulturelles, medial verbreitetes Konzept, mit dem japanische Publizisten, unter ihnen Literaten und Kunstschaffende, aber auch Kulturhistoriker, Ethnologen, Religionsforscher und Kunstexperten eine indigene „Andere Welt“ als Gegenentwurf zur „westlichen Moderne“ beschrieben.

## Ikaials Trend zum Indigenen in den 1980ern und 1990ern
Das Konzept wurde für die deutschsprachige Japanologie Mitte der 1990er Jahre von Lisette Gebhardt entdeckt und charakterisiert. Demnach handelt es sich bei ikai in erster Linie um ein Medienphänomen bzw. um eine von bestimmten Akteuren lancierte intellektuelle, nicht selten kulturalistisch kodierte Phantasie, die sich in den 1980ern als Folklorenaissance und invented tradition im Zuge eines wachsenden Bedürfnisses nach Identität und Heimat manifestierte. Der Trend kam, gefördert von der auch für kulturelle Projekte günstigen Wirtschaftslage (Bubble-Economy) im damaligen Japan, in Kunst, Kultur und Wissenschaft zum Tragen: Während sich japanische Religionsforscher mit von ihnen als heimatliche Weltanschauung identifizierten animistischen oder schamanistischen Vorstellungen auseinandersetzten, wendeten sich Kunsthistoriker überlieferten japanischen Abbildungen von Geistern und Spukgestalten zu. Kulturhistoriker, bibliophile Archivare, Volkskundler und Märchenforscherinnen trugen japanische Überlieferungen vom Jenseits zusammen, Literaturwissenschaftler dechiffrierten überlieferte vormoderne und moderne Geistertexte oder erörterten unter dem Begriff der literarischen Phantastik (gensô bungaku) neuere literarische Beiträge zur Thematik des Übernatürlichen. Der Religionswissenschaftler Shimazono Susumu sprach im Falle der akademischen Unternehmungen im Bereich des Jenseitsdiskurses von „spirituellen Intellektuellen“ (reiseiteki chishikijin); zu ihnen zählten u. a. Takeshi Umehara, Gründungsdirektor des von Yasuhiro Nakasone unterstützten Forschungsinstituts NICHIBUNKEN, der bis hin zu einer ideologisch besetzten Selbstorientalisierung (Stichwort Japandiskus / Nihonron) die Japanizität der Jenseitsvorstellungen hervorhob, sowie Tetsuo Yamaori, Tôji Kamata und Nakazawa Shinˈichirô. Der ikai-Trend, der über die Geister und das indigen Animistische hinaus Esoterisches, Okkultes und New-Age-Vorstellungen (Stichwort chô-nôryoku / übernatürliche Kräfte) beinhaltete, dauerte bis zum Anschlag der neureligiösen Vereinigung Aum Shinrikyô im Jahr 1995 an. Nachdem die sogenannte spirituelle Welt (seishin sekai) und das Spirituelle in seiner Form als Okkultboom und Andersweltmanie in Misskredit geraten war, wandten sich die Medien und die publizierende Szene unter dem Motto iyashi dem Thema der „Heilung“ und damit einem weniger belasteten Framing zu.

## Retrokulissen und japanische Phantastik (gensô bungaku)
Die neue Popularität der literarischen Phantastik (gensô bungaku) fiel ebenfalls in die 1980er Jahre. Die literarische Phantastik – z. B. mit einer Vertreterin wie Yôko Ogawa – entwarf vorzugsweise Retrokulissen der alten Moderne, bevor die 2000er ihre Effienzstandards durchsetzten: alte Häuser, verwitterte Herbergen, Waldhütten, Ateliers, höhlenartige Behausungen, die an vergangene Kindertage erinnern, betagte Schwimmbäder, Studentenwohnheime mit Patina oder verlassene Laboratorien mit seltsamen Geräten – eine Nostalgie, die an magische Orte zurückführt, bestimmte die literarische ikai-Sensibilität als eine gothic nostalgy, d. h. eine Art von Ruinenromantik und Suche nach dem Wunderbaren u. Unheimlichen in einer potenziell dem Profanen preisgegebenen menschlichen Existenz. Die japanischen Geisterrenaissance fand darüber hinaus ein größeres Echo im Bereich der Printmedien und in Fernsehshows, in denen Prominente live in die Twighlightzone geschickt wurden, d. h. verlassene Bauten (Stichwort „Ruinenboom“ = haikyô bûmu) aufsuchen mussten, oder von eigenen unheimlichen Erfahrungen berichteten. Das Label ikai wurde auch im populärkulturellen Kontext eingeführt, z. B. im Bereich von (häufig verfilmten) Schulgespenstergeschichten (gakkô no kaidan), J-Horror, oder Großstadtlegenden (toshi densetsu) und – aktuell noch – von Videospielen.